# 石井孝明 (ジャーナリスト)
石井 孝明（いしい たかあき、1971年 - ）は、日本のフリージャーナリスト。ウェブサイト「with ENERGY」「journal of Protect Japan」を運営している。

## 経歴
東京都生まれ。麻布中学校・高等学校を経て慶應義塾大学経済学部卒業。時事通信社記者、フィナンシャルジャパン副編集長（2012年休刊、2013年発行元倒産）、編集プロダクション（社名不明）経営などを経て、フリーランスのジャーナリストとしてエネルギー・環境問題を専門に執筆している。

## 活動
2012年から2016年まで池田信夫主宰の「アゴラ研究所」エネルギーサイトGEPRで執筆。エネルギー分野に加え時事、歴史もテーマとしている。

### 京都議定書について
2004年著書で京都議定書を日本の「敗北」と捉え、原子力を推進する日本は既に省エネ先進国であるにも関わらず議長国として不当なCO2削減義務を負わされたと主張。米国が京都議定書から離脱し諸外国が義務を果たさない中で日本だけが損をする、また市民団体等の干渉により日本のエネルギー政策が歪められていると主張した。

### 原発について
2011年共著で環境保護の観点から原発の優位性を述べ、脱原発や自然エネルギーの導入を批判した。福島第一原子力発電所事故により原発に依存した電力政策が見直される中でも立場を変えず、脱原発を進める原子力規制委員会を批判し電力業界のあり方に疑問を呈している。
また中国主導下のアジアインフラ投資銀行が中国製原発を安価に輸出する事で、導入先の国々の経済支配を目論んでいると考え、日本の原子力産業への冷遇は中国に対する優位性を失わせる、中国の原子力技術は低く安全性にも問題があると主張する。

### 福島第一原発事故について
事故の放射能による健康被害は無いとの立場をとる。不要な避難により政府は1900人以上の災害関連死を招いたと批判した。原発の再稼働について、原子力規制委員会の「福島事故の8分の1程度の大事故の発生率を100万炉年に1の割合にする」との目標を前提に、絶対的な安全の確証はないが恐れるほどの原発事故は、頻繁には起きないとして、九州電力川内原発の停止を求める運動を批判した。

### クルド人問題について
2023年からクルド人の問題行為により埼玉県川口市や蕨市の住民の生活が脅かされているとの立場で執筆している。一方で明確な証拠のない誹謗中傷だとの批判もあり外国人嫌悪を煽っているとして、一般社団法人日本クルド文化協会代表理事他、日本人を含む11人の関係者、2企業から名誉毀損の提訴をされている。2025年5月公開のトルコ独立系メディア「140journos」のドキュメンタリーに出演した石井は、SNS等でクルド人差別や分断を煽り、極右やヘイトスピーカーらを川口に呼び寄せて対立を拡大させた人物として批判的に紹介された。
更に政府がクルド人を不当に擁護していると石井は主張し2024年、和田正宗参議院議員から脅迫、虚偽の流布による名誉毀損として刑事告訴され書類送検された。

#### 在日クルド人による脅迫事件
2023年9月26日、川口市在住の30代クルド人が川口警察署を訪れ「ジャーナリストがクルド人の悪口を言っている」「警察は発言をやめさせろ。ここに死体を持ってくる」などと話し、その場で脅迫容疑で逮捕された。石井は「ジャーナリスト」は自分であるとし逮捕の翌日に被害届を出したという。勾留請求は認められず被疑者は2日後には釈放され、10月には不起訴処分となった。石井は「外国人に対して日本の司法は及び腰ではないか」と主張している。

## 批判・不祥事
- 漫画「美味しんぼ」の東日本大震災の原発事故を描いた「第604話　福島の真実その22」の被爆を思わせる鼻血の描写を批判し石井は「(作者である)雁屋哲をリンチしましょう」とツイートした。猛批判を受けた石井はリンチの語感を誤解していたと釈明、ツイートを削除した[29]。
- WebサイトおよびTwitter上にて、精神科医の香山リカに対して「精神疾患に罹患している」「参加している運動が外国政府から資金が提供されている」「組織暴力団や極左暴力集団と繋がりを有している」などと書き、誹謗中傷や名誉毀損を繰り返したとして香山に提訴された。2017年2月20日、石井が謝罪文を掲載することを条件として和解が成立し、石井は「事実と異なる記事を作成し、香山リカさんの名誉を不当に傷付けた」として13件の内容を列挙し、自身のブログで謝罪した[注釈 1]。
- 2018年3月、辛淑玉に対しTwitter上で「『スリーパーセル』『工作員』などの言葉を使いスパイやテロリストのように見せかけ、辛の社会的地位を低下させた」として辛に提訴された。[32]。石井は「大半を自発的に削除しており、社会的影響はない」発言の一部は「一種の冗談であり」言論を抑圧する目的のスラップ訴訟だ[33]と反論したが、同年12月25日、裁判所は石井に55万円の賠償を命じた[34]。
- 2021年「沖縄慰霊の日」に自衛隊幹部を取材していた阿部岳他、沖縄タイムスの記者に対し、石井は「デマ、言葉尻攻撃、攻撃的な怒鳴る取材で有名」とTwitterに投稿し、誹謗中傷であり名誉毀損だとして阿部から提訴された。2022年12月23日「石井は誹謗中傷を認め謝罪文を掲載する、阿部は提訴を取り下げる」との条件で和解が成立した。ところがこの直後に石井は和解の趣旨に反し「事件は相互の罵り合いの結果です。阿部氏がいきなり相手を裁判で訴えるのは異様な行動です」とツイートした（削除済み）[35][36]。
- 2024年3月11日、X（旧Twitter）の投稿により特定の民族への差別を根底とした誹謗中傷を繰り返したとして、石井は日本クルド文化協会の代表理事ら在日クルド人10名、クルド人の日本人配偶者、クルド人の企業2社から提訴された[37][38]。
- 2025年8月5日、鶴ケ島市議の福島恵美が、「テロ組織の女性要員」などと非難した石井の投稿によって名誉を傷つけられたとして220万円の賠償を求める訴訟を起こした[39][40]。

## 著作

### 単著
- 『京都議定書は実現できるのか　―CO2規制社会のゆくえ―』(2004年、平凡社新書、ISBN 978-4582852189)
- 『埼玉クルド人問題　―メディアが報道しない多文化共生、移民推進の真実―』（2024年12月、ハート出版、ISBN 978-4802401883）

### 共著
- 杉山大志、星野優子、石井孝明『気分のエコでは救えない!―データから考える地球温暖化』(2011年、日刊工業新聞社、ISBN 978-4526066283)

## 寄稿
- 「CO2による地球温暖化は本当に起きているのか（もうニュースにだまされない 身を守る科学知識-エネルギー・環境編）」『週刊東洋経済』2011年6月18日号
- 石井孝明・山口光恒・麻木久仁子「婦人公論井戸端会議 代替エネルギーで日本はやっていけるの?」『婦人公論』2011年7月7日号
- 「転換迫られる日本のエネルギー政策（特集 経済超入門-9つの解説）」『週刊東洋経済』2012年3月24日号
- 「メディアが醸成する放射能ストレス（総力大特集 昏迷日本の処方箋）」『WiLL』2012年6月号
- 「エネルギーと日本の未来(7)民主党政権がもたらす エネルギー亡国前夜」『WiLL』2012年9月号
- 「反原発デモは「愚者の行進」（「原発ゼロ」でいいのか!-マス・ヒステリー）」『WiLL』（増刊）2012年11月号
- 「『原発ゼロ』シナリオの二大リスク（「原発ゼロ」でいいのか!-原発ゼロ、日本はどうなる）」『WiLL』（増刊）2012年11月号
- 「政治に翻弄される浜岡原発, 現地報告」『日本原子力学会誌』2012年11月号
- 「『除染一ミリ』という民主政権の悪政（総力大特集 がんばれ、安倍総理!）」『WiLL』2013年7月号
- 「福島原発の汚染水 健康に影響なし：心配なのは国民負担」エネルギーフォーラム、2013年10月号
- 「『美味しんぼ』鼻血デマの実害」Will：マンスリーウイル 2014-07
- 「東電福島第一原発の今：巨大負担を続けられるのか」『アトモス：日本原子力学会誌』2014-10
- 「復興 チェルノブイリから福島へ 放射能より怖い「情報汚染」（総力大特集 安倍政権で「輝ける日本」へ）」Will：マンスリーウイル 2015-02
- 「ENERGY 原子力事業をダメにする規制委員会の『ガラパゴス学者』」Will：マンスリーウイル 2015-07
- 「『世界一』の厳格規制がもたらすリスク 次の原発事故を招くガラパゴス規制委（世界に学ばぬ安全規制は役人の自己保身 遅すぎる再稼働 原発規制は的外れ）」Wedge 2015-09
- 「混乱続く日本原電敦賀2号機の地質問題：問われるべき規制委の行政活動の失態」エネルギーレビュー 2016-02[41]
- 「トウモロコシ、大豆畑の7割超を席巻 ITが変える米国「精密農業」「強い農家」を支えるモンサントの技術」Wedge 28 (11), 56-58, 2016-11
- 「何が再エネの影をもたらしたのか」『WiLL』2017年7月号
- 「活況のバイオマス発電　疑わしき持続可能性　計画乱立、第2の太陽光バブルか」Wedge 29(10), 30-32, 2017-10
- 「廃炉にオールジャパンで挑む福島第一原発の今」Wedge, 2017-12

## 連載
- ニューズウィーク「誤解だらけのエネルギー問題」（2015年8月 - 2016年7月、月1回から隔月で連載）

## 出演

### インターネット配信
- 日本文化チャンネル桜『日本よ、今…「闘論！倒論！討論！」』等、不定期にて出演中
- 花田編集長の右向け右『川口クルド人と移民政策』2023年9月8日[42]
- 『極東問題』140journos、2025年5月15日[24]